# اسم مندائي
يمكن أن تتضمن الأسماء المندائية كلاً من أسماء المواليد (أي الأسماء العلمانية) وأسماء المعمودية (البروج) (أي الأسماء الدينية)، تسمى الملواشة (ࡌࡀࡋࡅࡀࡔࡀ) في المندائية.

## أسماء الميلاد
أسماء الميلاد المندائية هي أسماء علمانية تُعطى عند الولادة ويستخدمها غير المندائيين للإشارة إلى المندائيين في الحياة اليومية.

## ملواشة (أسماء المعمودية)
اسم معمودية (زودياكال) أو مسبوتا في المندائية، يُعرف أيضًا باسم ملواشا ( Classical Mandaic، والتي يمكن أن تعني أيضًا " البروج ")، هو اسم ديني يطلقه الكاهن المندائي على الشخص، بدلاً من اسم الميلاد.:81يعكس اسم معمودية الكاهن نسبه الروحي، حيث يكون "والده الروحي" هو الكاهن الذي أسسه بدلاً من أبيه الحقيقي. نظرًا لأنها أسماء روحية تُستخدم عادةً فقط داخل المجتمع المندائي، فقد يتردد المندائيون في كثير من الأحيان في الكشف عن أسماء المعمودية الخاصة بهم لغير المندائيين. نتيجة لذلك، لا تستعمل أسماء المعمودية كأسماء قانونية. تستخدم الملواشة لحماية المندائيين من برجهم. ويرجع ذلك إلى اعتبار الأبراج الاثني عشر جزءًا من حاشية الروح الشريرة.
ملوشة العلماني المندائي مرتبطة باسم الأم. على سبيل المثال، Mhattam Yohanna bar Simat (مكتوب باسم Mhatam Yuhana br Simat ࡌࡄࡀࡕࡀࡌ ࡉࡅࡄࡀࡍࡀ ࡁࡓ ࡎࡉࡌࡀࡕ ) يعني "محطام يوحنا بن سيمات" أمه. عند تسمية الطفل، يأخذ الكاهن علامة البروج الخاصة بشهر الميلاد ويحسب ساعة الميلاد من دائرة البروج. القيمة العددية الناتجة تطرح منها قيمة اسم الأم. يستعمل كتاب الأبراج للعثور على ملواشة المندائيين.:81
تشير بيانات النسخ في النصوص المندائية عادةً إلى الكتبة من خلال الملواشة (المعمودية) بدلاً من أسماء المواليد. على سبيل المثال، يُشار إلى جنزيبرا جبار طاووس الكحيلي في النصوص المندائية باسم المعمودية Mhatam Yuhana (المندائي التقليدي).
أعطي أيضًا عدد قليل من غير المندائيين أسماء معمودية مندائية تقديراً لمساهماتهم في المجتمع المندائي على الرغم من ندرة ذلك. آنسة. دي سي 2، الذي نسخه الشيخ نجم في عام 1933، يذكر اسم المعمودية المندائي لإس دروير باسم كليلا بيت شوشيان ("إكليل، ابنة سوزان")، حيث أن اسمها الأوسط ستيفانا يعني "إكليل" باليونانية. آنسة. دي سي 26، مخطوطة نسخها الشيخ فرج لدروير في عام 1936، تحتوي على قمهاس (طرد الأرواح الشريرة). آنسة. دي سي 26 مكرس لابنة دراور ، مارغريت ("بيغي")، التي أُطلق عليها اسم المعمودية المندائية Marganita beth Klila ("بيرل، ابنة إكليل") في النص.

## أسماء الأبوين
يستثنى الكهنة المعاصرون ويطلق عليهم اسماء آبائهم إذا كانوا أيضًا كهنة. ومن الأمثلة على ذلك الاسم محتم زهرون بار آدم ("محتم زهرون، ابن آدم")، وهو اسم معمودية ملواشة لجنزيبرا دخيل أيدان (اسم ولادته). مالواشة جنزيبرا جبار شهيلي هي محتم يوحنا بار يحيى. أسماء الميلاد أو الدنيوية (وليس الملواشة) هي أيضًا أسماء الأب أو الأسرة. مثال على ذلك لمياء عباس عمارة. لمياء هو اسمها، وعباس هو اسم والدها، وعمارة هو اسم جدها لأبيها.

## أسماء الأزواج
لم يكن لدى Lay Mandaeans تاريخيًا أسماء عائلات أو ألقاب فعلية، ولكن تمت الإشارة إليها بأسماء أمهاتهم في الملواشة باستخدام شريط البادئة (مكتوب كـ ࡁࡓ br في النص المندائي) للذكور وبيت (مكتوب كـ ࡐࡕ pt في الخط المندائي ) لأنثى، مثل محطام يوحنا بار سيمات ومحنش بيث سيمات على التوالي. استخدم الكهنة أو الزعماء الدينيون الأوائل مثل أنوش بار دانكا وزازاي د-جوازة بار حوا أسماء عائلية بالإضافة إلى أقدم كاتب مندائي شالاما بيث قدرا . مالواشا غنزيبرا جبار شهيلي هي محاتام يوحنا بار شارات.

## الألقاب
يسجل المندائيين رسميًا بألقاب مشتقة من أسماء عشائرهم في الوقت الحاضر، مثل كُحيلي (اللفظ الفارسي لـ Kuhailia ، عشيرة مندائية أو عائلة ممتدة). )الزهيري( )المندوي) (الخمسيي) (السيفي) (الدراجي)(الخفاجي)(الصابري)
عُرف بعض المندائيين تاريخيًا أيضًا بالحابي ((بالعربية: الصابئ) 'سابيان') مثل هلال السبع.

## أنظر أيضا
- بيهرام
- اسم مسيحي
- الاسم اليهودي
- حفل التسمية
- الاسم البابوي
- الاسم الديني